# Зиновьев, Александр Васильевич
Александр Васильевич Зиновьев (19.07.1924, Владимирская губерния — 27.01.1989, Владивосток) — капитан теплохода «Александр Серафимович» Дальневосточного морского пароходства, город Владивосток.

## Биография
Родился 16 июля 1924 года в селе Краски Горкинской волости Юрьевского уезда Владимирской губернии. В 1938 году окончил 7 классов, а в 1941 году — Юрьев-Польское педагогическое училище.
Окончание учёбы в педагогическом училище совпало с началом Великой Отечественной войны. Прибавив себе месяц, пошел добровольцем фронт. Окончив ускоренные курсы, стал связистом корпусной телефонной станции. Прошел фронтовыми дорогами от Ржева до Германии. В ноябре 1945 года был демобилизован в звании старшего лейтенанта.
Вернулся на родину. Работал учителем начальной школы в селе Кимобал Владимирской области. Затем переехал на Дальний Восток. Работал директором начальной школы в селе Верхний Перевал Пожарского района Приморского края. В 1947 году изменил профессию и поступил в мореходной училище.
В 1953 году окончил Владивостокское высшее мореходное училище, судоводительский факультет. После окончания училища с 1953 по 1960 годы работал четвёртым, третьи, вторым и старшим штурманом на пароходах «Ильич», «Одесса» и танкерах «Клязьма», «Певек», «Сахалин».
В 1960 году А. В. Зиновьев стал капитаном теплохода «Челябинск», а через несколько лет принял теплоход «Ижма». Командовал им почти 10 лет. Все эти годы судно ходило на линии Владивосток-Хайфон.
Теплоход «Ижма» под командованием капитана А. В. Зиновьева совершил двадцать пять рейсов в сражающийся Вьетнам, доставляя хозяйственные и военные грузы. Судно не раз подвергалось опасности как в море, так и при стоянках во вьетнамских портах. Часто, американцы использовали наши корабли для отработки своей боевой подготовки. В одном из рейсов в феврале 1965 года их боевые самолеты кружили над «Ижмой», ложились на боевые курсы, имитируя атаки. Затем ещё несколько часов проводили боевое учение над советским судном, избрав его в качестве мишени.
Отлично зная условия плавания и правила работы во вьетнамских портах, капитан А. В. Зиновьев обеспечивал безопасный переход и ускоренную обработку судна. Поддерживал добрые отношения с портовиками Хайфона и Камфы. Проводил встречи с рабочими и воинами ДРВ, организовывал субботники по ликвидации последствий бомбардировок. За эти рейсы теплоход «Ижма» был награждён орденом Дружбы Народов, а капитан представлен к присвоению звания Героя Социалистического Труда.
В конце 1972 года принял командование теплоходом «Александр Серафимович» Дальневосточного морского пароходства.
Указом Президиума Верховного Совета СССР от 30 мая 1973 года за успешное выполнение заданий по доставке народнохозяйственных грузов для Демократической Республики Вьетнама и проявленные при этом мужество и героизм Зиновьеву Александру Васильевичу присвоено звание Героя Социалистического Труда с вручением ордена Ленина и золотой медали «Серп и Молот»
В дальнейшем до 1984 года работал капитаном на теплоходе «Александр Твардовский» и других судах Дальневосточного морского пароходства. С 1984 года занимал должность капитана портнадзора во Владивостокском морском торговом порту.
Жил в городе Владивостоке. Скончался 27 января 1989 года.
Награждён орденом Ленина, медалями; знаком «Почетному работнику морского флота».